# 占部賢志
占部 賢志（うらべ けんし、1950年 - ）は、日本の教育学者、元中村学園大学教育学部教授。

## 概略
福岡県生まれ。九州大学大学院人間環境学府博士後期課程単位取得退学、福岡県の高校教諭、中村学園大学教育学部教授。NPO法人アジア太平洋こども会議イン福岡「世界にはばたく日本のこども大使育成塾」塾長、古典輪読会「太宰府斯道塾」塾長、一般財団法人日本教育推進財団顧問。

## 著書
- 『歴史の「いのち」-時空を超えて甦る日本人の物語』（モラロジー研究所、2002年）
- 『続 歴史の「いのち」-公に生きた日本人の面影』（モラロジー研究所、2006年）
- 『語り継ぎたい 美しい日本人の物語』（致知出版社、2011年）
- 『子供に読み聞かせたい日本人の物語』（致知出版社、2013年）
- 『私の日本史教室-甦る歴史のいのち』（明成社、2014年）
- 『教育は国家百年の大計-私の教育改革試論』（モラロジー研究所、2015年）
- 『文士 小林秀雄』（致知出版社、2022年）

### 共編著
- 『明治天皇と日露戦争』（明成社、2005年）

他は名越二荒之助、高山亨（当時・乃木神社宮司）、小堀桂一郎、小柳陽太郎、加瀬英明、入江隆則
- 『日本主義的学生思想運動資料集成Ⅱ 10 解題および各種資料編』（柏書房、2007-2008年）

全2期で全19冊刊、打越孝明・井上義和 共編・解題

### DVD
- 『占部賢志歴史探訪シリーズ語り伝えたい日本人の物語 第1巻』（明成社、2008年）
- 『占部賢志歴史探訪シリーズ語り伝えたい日本人の物語 第2巻』（明成社、2008年）
- 『占部賢志歴史探訪シリーズ語り伝えたい日本人の物語 第3巻』（明成社、2008年）
- 『占部賢志歴史探訪シリーズ語り伝えたい日本人の物語 第4巻』（明成社、2009年）